# Бегановачка чесма
Бегановачка чесма налази се у селу Црљенацу. На основу археолошких налазишта и натписа на самој чесми сматра се да потиче из римског времена.

## Историја
Између 13 села у долини реке Витовнице (на реце Вителнице), која се помиње као метох манастира Дренче код Трстеника, који је кнез Лазар даривао 1382. године, помиње се и село Бегуновци.
После великих поплава 1942-43. откривена су на метар дубине два воденична камена. Била су наопако закопана. Вероватно је то учињено уочи бежања пред Турцима, са намером да се по повратку воденица обнови. Нико се није вратио, јер је камење остало закопано. Село се свакако налазило на терену садашње чесме. Поље са једне и друге стране чесме зове се Кожух.
У атару села Црљенца била су три камена блока, исти по величини. Један се налазио испод брда Главице, повише бивше ћуприје за Калиште. Други се налазио код Споменика, бившег записа у центру села. О трећем камену се ништа не зна. Чему су служили не зна се. Величине су 50x70x200 сантиметра. Блокови су били у Бегановцу, изнад чесме. Пред Први светски рат Црљенчани довуку камене плоче код Записа у центру села. Те године град убије тај део атара, сељаци се уплаше и врате камење. Касније ипак довуку камење натраг у село, где се и данс налазе. Стари мештани причају да су то били прагови старе цркве Ружице, која се по причању ту налазила.
У околини чесме – извора видљиви су били остаци неколико гробова. Претпоставља се да су гробови били у непосредној близини цркве.
Млађа Цуњак, археолог из Смедерева, по симболима и напису на чесми, сматра да је чесма још из римског времена и да је била посвећена богу Митри. Повише Бегановачке чесме, на ширем простору падине Кожух, има мноштво ископина из римског времена. Налажени су новац и керамика из тога доба. У њиви у близини постоји темељ величине 15x30 метра, два одељења 15x15 метра. Вероватно остаци римског војног логора, зато што је римски пут Via militaris пролазио недалеко одатле.
Године 1996. чесма је разрушена од стране непознатих трагача за старим новцем. Обновила ју је породица Милић из Црљенца. Занимљиво је да су у чесми били уграђени каменови розе и плаве боје. Неки претпостављају да су то каменови од цркве Ружице.